# (9238) Yavapai
(9238) Yavapai est un astéroïde de la ceinture principale.

## Description
(9238) Yavapai est un astéroïde de la ceinture principale. Il fut découvert le 28 avril 1997 à Prescott par Paul G. Comba. Il présente une orbite caractérisée par un demi-grand axe de 2,93 UA, une excentricité de 0,09 et une inclinaison de 1,8° par rapport à l'écliptique.

## Compléments